# Heavy Starry Chain
『Heavy Starry Chain』（ヘヴィ・スターリィ・チェイン）は2007年2月7日に発売されたTommy heavenly6の8枚目のシングルである。

## 概要
- 1ヶ月後の3月7日に発売された2ndアルバム『Heavy Starry Heavenly』からの先行シングル。
- アルバムとの連動企画で、本作の初回生産盤と『Heavy Starry Heavenly』の初回生産盤には抽選で贈呈される特製グッズの応募券が封入されている。

## 収録曲
CD(初回盤・通常盤共通)
1. Heavy Starry Chain
作詞:Tommy heavenly6／作曲・編曲:John White
2. Always Somethin' New
作詞:Tommy heavenly6／作曲・編曲:John White
オリジナルアルバム及びベストアルバムに未収録のため、この曲が聴けるのは本作のみ。
3. Heavy Starry Chain(Original Instrumental)

DVD(初回盤のみに付属)
1. Heavy Starry Chain
死神3部作のラスト作。PVの世界観は白雪姫をイメージし、製作した。

## 収録アルバム
- 『Heavy Starry Heavenly』(#1)
- 『Gothic Melting Ice Cream's Darkness “Nightmare”』(#1)